# Harold Rainsford Stark
Harold Rainsford Stark (Wilkes-Barre, 12 novembre 1880 – Washington, 20 agosto 1972) è stato un ammiraglio statunitense, amico personale del presidente Franklin Delano Roosevelt, divenne nel 1939 capo di Stato maggiore della Marina (Chief of Naval Operations) ed eseguì fedelmente le direttive politiche di potenziamento della flotta in vista di un intervento americano nella seconda guerra mondiale. Considerato tra i responsabili principali della sorpresa di Pearl Harbor, venne sostituito nel marzo 1942 dall'ammiraglio Ernest King.

## Biografia

### I primi anni
Originario dello Stato della Pennsylvania, Harold Stark si diplomò all'accademia navale di Annapolis nel 1903 e prestò servizio sulla corazzata USS Minnesota durante la famosa crociera intorno al mondo della flotta da battaglia statunitense dal 1907 al 1909. Soprannominato durante gli anni del corso di studi "Betty" in riferimento al nome della moglie del generale suo antenato John Stark, il giovane ufficiale fu impegnato su motosiluranti e cacciatorpediniere e nel 1917 prese il comando della flottiglia di siluranti della "Flotta asiatica" (Asiatic Fleet) che venne trasferita nel Mar Mediterraneo per partecipare alla prima guerra mondiale. Dal novembre 1917 alla fine della guerra ebbe incarichi di stato maggiore nel comando delle forze navali statunitensi in Europa. In questo periodo divenne amico dell'allora sottosegretario alla Marina, Franklin D. Roosevelt, e gli venne assegnata per il suo servizio la DSM.
Dopo la guerra Stark servì in un primo momento sulle corazzate USS North Dakota e USS West Virginia; quindi negli anni venti e trenta proseguì la sua carriera salendo dal rango di capitano di vascello, a quello di comandante della corazzata USS West Virginia. Nel 1934 divenne contrammiraglio e nel 1938 comandante degli incrociatori assegnati alla flotta da battaglia statunitense, con il grado di viceammiraglio.

### Chief of Naval Operations
Il 1º agosto 1939 Harold Stark, promosso ammiraglio, divenne il capo di Stato maggiore della Marina degli Stati Uniti con la denominazione di Chief of Naval Operations (CNO) e collaborò strettamente con il presidente Roosevelt nel processo di grande potenziamento della marina in vista della minacciosa situazione internazionale in Europa e in Asia. Considerato strettamente aderente alle direttive politico-militari del presidente, adeguò i suoi piani alle esigenze politiche e ricevette aspre critiche per la sua mancanza di indipendenza da parte del comandante in capo della flotta da battaglia, ammiraglio James O. Richardson.

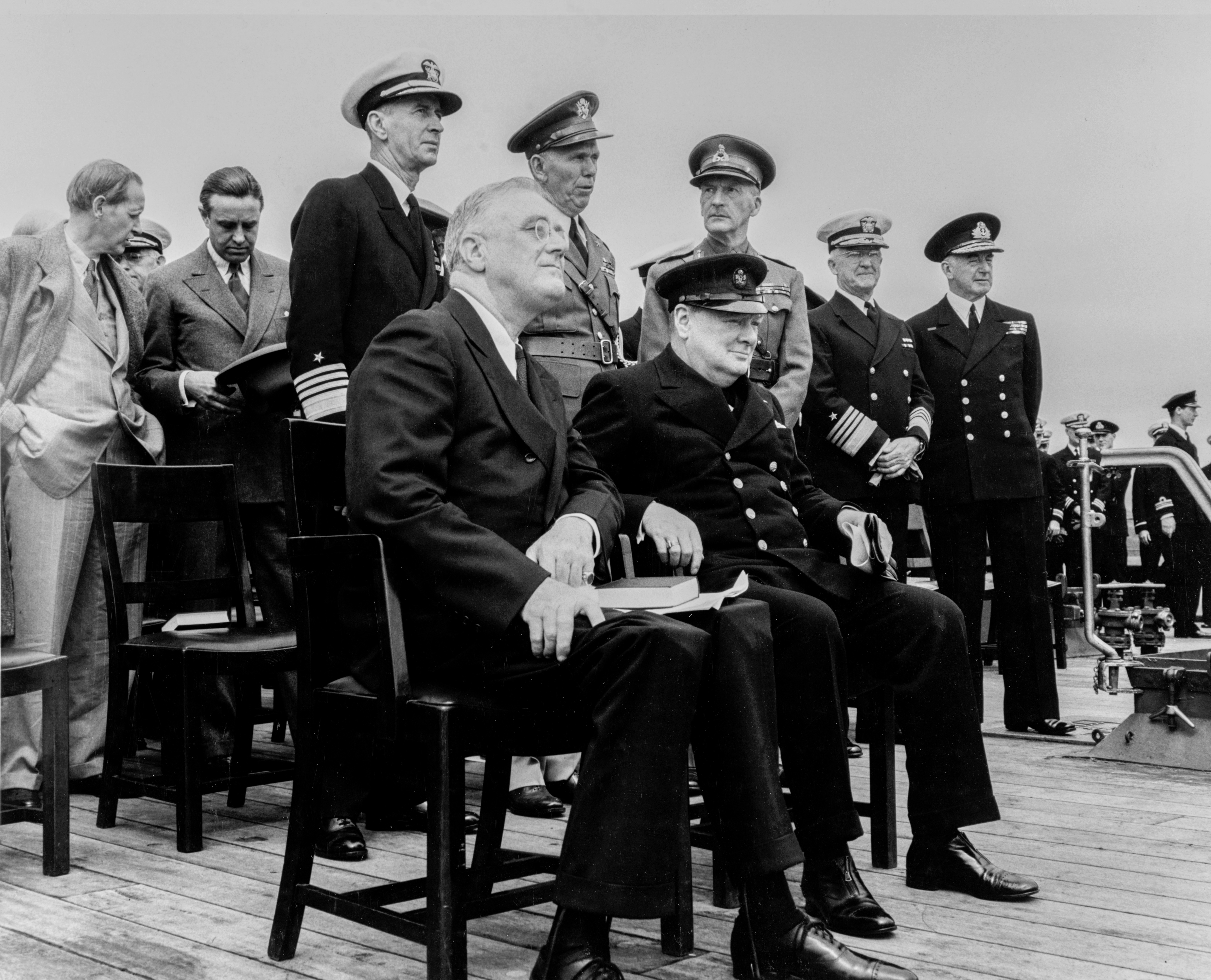
I partecipanti politici e militari della Conferenza dell'Atlantico il 14 agosto 1941, l'ammiraglio Stark è il penultimo in piedi sulla destra

Nel 1940 e 1941 l'ammiraglio Stark collaborò strettamente con il presidente Roosevelt e sostenne le sue iniziative politiche, iniziando la costruzioni delle navi e delle basi previste dalla legge navale dei "Due oceani" (Two Ocean Navy Act del settembre 1940), trasferendo una parte cospicua della flotta da battaglia a Pearl Harbor nell'aprile 1940 come mezzo di intimidazione nei confronti del Giappone, organizzando la divisione della squadra navale in due flotte oceaniche separate ("Flotta del Pacifico" e "Flotta dell'Atlantico") a partire dal 1º febbraio 1941.
Il 14 agosto 1941 l'ammiraglio Stark partecipò alla Conferenza dell'Atlantico tra Roosevelt e il Primo ministro britannico Winston Churchill e nei mesi seguenti appoggiò la politica del Presidente volta a sostenere il Regno Unito coinvolgendo le navi americane nella battaglia dell'Atlantico anche a rischio di subire attacchi dagli U-Boot tedeschi.
Contemporaneamente l'ammiraglio era responsabile anche delle operazioni nel Pacifico; essendo a conoscenza delle intercettazioni della corrispondenza diplomatica giapponese decrittata attraverso il sistema "Magic", Stark era informato della situazione sempre più minacciosa su questo teatro e della possibilità di un attacco giapponese. Tuttavia sembra che fino all'ultimo considerasse, come la maggior parte dei consiglieri del Presidente, assai improbabile una minaccia contro la potente flotta americana stanziata alle Hawaii e temesse soprattutto un'offensiva nipponica contro le Filippine o la Malaysia.

### Disastro a Pearl Harbor
Il 27 novembre 1941 l'ammiraglio Stark diede un primo avvertimento di allarme generale a tutti i suoi comandi periferici, compresa Pearl Harbor, ma senza evidenziare un particolare pericolo per la flotta; l'ammiraglio Husband Kimmel, comandante nel Pacifico, non era a conoscenza delle informazioni ottenute dalla decrittazione della corrispondenza giapponese e quindi rimase all'oscuro; inoltre sembra che, non disponendo dei codici della marina giapponese, l'intelligence americana nei primi giorni di dicembre perse di vista la posizione delle portaerei nipponiche e quindi fino all'ultimo considerò la possibilità di un attacco alle Filippine. Lo storico Robert Stinnett invece ritiene che una parte dei codici delle navi giapponesi fosse stata decifrata e che quindi la posizione della flotta d'attacco delle portaerei era stata identificata ed era a conoscenza dei massimi dirigenti americani.
La mattina del 7 dicembre 1941, l'ammiraglio Stark, allertato dal comandante Kramer, responsabile di servizio dell'ONI (Office of Naval intelligence) che aveva decrittato l'ultimo documento diplomatico giapponese che rappresentava una vera dichiarazione di guerra, pensò di telefonare subito all'ammiraglio Kimmel ma poi desistette e fu il generale George Marshall che diramò il pericolo di guerra alle ore 11:25 del mattino, comunicazione che peraltro arrivò al comando dell'Esercito nelle Hawaii troppo tardi.       
Il disastro di Pearl Harbor provocò l'entrata in guerra degli Stati Uniti e causò grande emozione nell'opinione pubblica, inoltre diede adito a lunghe polemiche sulle responsabilità e sui possibili moventi nascosti di Roosevelt e dei suoi collaboratori. L'ammiraglio Stark venne ritenuto responsabile della sorpresa e di grave negligenza; lo stesso Presidente Roosevelt ebbe parole dure contro il suo fedele collaboratore che venne infine sostituito il 7 marzo 1942 nella carica di CNO dall'ammiraglio Ernest King, il comandante della Flotta dell'Atlantico.
Negli anni successivi della guerra l'ammiraglio Stark tenne comandi di secondo piano in Europa come responsabile statunitense delle forze navali assegnate al fronte occidentale (Dodicesima Flotta) e mantenne i rapporti con Churchill e con l'ammiragliato britannico. Alla fine della guerra testimoniò durante le sedute del Congresso dedicate all'individuazione delle responsabilità dell'attacco di Pearl Harbor e si ritirò dal servizio il 1º aprile 1946. Stark è morto nella sua casa di Washington, D.C., il 20 agosto 1972.